# 相城路
相城路，安徽省合肥市的一条南北向次干道，得名自淮北市别称相城。道路北起龙子湖路，南至学林路。沿路有磨店中学。合肥轨道交通3号线终点站相城路站即以此路为名。

## 轨道交通
- █ 3号线：相城路站